# Ragnar Björk
Ragnar Björk, född den 22 november 1921 i Oslo, död 4 februari 1982 i Jönköping, friidrottare (höjdhopp). Han tävlade för IFK Sävsjö fram till och med 1945, sedan för Jönköpings AIF. 
Björk nådde svensk elitnivå i höjdhopp säsongen 1944. Åren 1946 och 1947 vann han höjdhoppet i den årliga finnkampen. Han vann även SM-guld i grenen år 1947.
Han fick 1947 Jönköpings-Postens guldmedalj för årets bästa småländska idrottsprestation.